# Оксид-гексаацетат бериллия
Оксид-гексаацетат бериллия — органическое соединение, 
основная соль металла бериллия и уксусной кислоты с формулой Be4O(CH3COO)6,
бесцветные кристаллы,
не растворяется в воде, ядовит.

## Получение
- Действие уксусной кислоты на гидроксид бериллия:

{\displaystyle {\mathsf {4Be(OH)_{2}+6CH_{3}COOH\ {\xrightarrow {}}\ Be_{4}O(CH_{3}COO)_{6}+7H_{2}O}}}

## Физические свойства
Оксид-гексаацетат бериллия образует бесцветные кристаллы
кубической сингонии,
пространственная группа F d3,
параметры ячейки a = 1,573 нм, Z = 8.
Не растворяется в воде.
Хорошо растворяется в органических растворителях, например в хлороформе.

## Химические свойства
- С уксусным ангидридом образует нормальный ацетат:

{\displaystyle {\mathsf {Be_{4}O(CH_{3}COO)_{6}+(CH_{3}CO)_{2}O\ {\xrightarrow {}}\ 4Be(CH_{3}COO)_{2}}}}

## Применение
- Используется в очистке бериллия перегонкой.